# صموئيل داير
صموئيل داير هو مترجم ماليزي، ولد في 20 فبراير 1804 في غرينتش في المملكة المتحدة، وتوفي في 24 أكتوبر 1843 في ماكاو في الصين.